# Síndrome de McCune-Albright
A síndrome de McCune–Albright é uma doença genética dos ossos, pigmentação da pele e problemas hormonais associados com puberdade precoce.

## Sinais e sintomas
A síndrome é suspeitada quando pelo menos duas das três características seguintes estão presentes:
- Hiperfunção endócrina como puberdade precoce
- Displasia fibrosa poliostótica
- Manchas café-com-leite